# José Antonio Ramos Sucre
José Antonio Ramos y de Sucre (Cumaná, Venezuela, 9 de junio de 1890-Ginebra, Suiza, 13 de junio de 1930) fue un poeta, ensayista, educador, autodidacta y diplomático venezolano. Considerado uno de los más destacados escritores e intelectuales de la historia literaria de Venezuela. Su poesía, escrita en prosa, ha sido objeto de muchos análisis con la intención de catalogarla, sin éxito, como vanguardista o pre-surrealista. Es por eso que pertenece a la Generación del 18, generación que es difícil de clasificar en un estilo determinado. Críticos literarios coinciden y le reconocen un rechazo al criollismo que reinaba en el ámbito literario venezolano e identifican en su poesía una recurrente supresión del «que» relativo y el cultivo del monólogo y el «yo». La temática que empleó Ramos Sucre en su obra estuvo caracterizada por el uso frecuente del simbolismo, la mitología, personajes históricos venezolanos, lo fantástico y esotérico; el tema de la muerte ocupó un gran espacio en su producción literaria. Su vida personal, universitaria y profesional estuvo signada por las vicisitudes propias de las guerras civiles en su país y, en especial, la dictadura de Juan Vicente Gómez (1908-1935), quien gobernó Venezuela durante su transición rural a la petrolera. Ramos Sucre libró una larga lucha contra el insomnio hasta que se suicidó en Ginebra, Suiza, en el año 1930. Sus restos mortales reposan en el Cementerio de Santa Inés de la ciudad de Cumaná, estado Sucre, Venezuela.

## Biografía

### Primeros años
José Antonio Ramos Sucre nace en Cumaná, estado Sucre, Venezuela, el 9 de junio de 1890. Hijo de Jerónimo Ramos Martínez y de Rita Sucre Mora, sobrina nieta del Gran Mariscal de Ayacucho Antonio José de Sucre. Su nacimiento acontece en la ciudad más antigua del continente americano durante la presidencia de Raimundo Andueza Palacio (1890-1892). En esta época Venezuela es un importante exportador de café que se encuentra ante el inminente inicio de una serie de guerras civiles o revoluciones que enfrentarán a caudillos autodenominados liberales . Como miembro de una familia con gran tradición humanística , en 1895 el joven Ramos Sucre aprende sus primeras letras en la escuela Don Jacinto Alarcón de Cumaná. A pesar de ser un niño poco dado al juego, se destaca por su precocidad, habilidad para aprender, preferencia por escuchar las conversaciones de los adultos y mantener pocos amigos de su edad.   
A principios del siglo XX, Venezuela apenas sobrevive una época de inestabilidad política y guerras civiles. Según Yolanda Segnini, el país cuenta con 2 300 000 habitantes de los cuales 90 % lo constituía una población rural y analfabeta. Sin embargo, tiene una élite instruida a la que pertenecía Ramos Sucre.
En ese contexto nacional y en el año 1900, Ramos Sucre es enviado a la ciudad de Carúpano para ser educado por su padrino y tío paterno -el historiador y letrado, presbítero José Antonio Ramos Martínez- quien lo inició en el latín y la literatura pero también lo apartó de los juegos infantiles. 
En 1902 falleció su padre a los 55 años y la familia Ramos Sucre entra en dificultades económicas que la madre enfrenta dando clases a niños. A finales de ese año y bajo la presidencia de Cipriano Castro (1899-1908), Venezuela enfrenta el bloqueo naval de sus costas y puertos por parte de marinas de guerra del Imperio Británico, el Imperio alemán y el Reino de Italia por impago de deudas . Después de la muerte del tío Ramos Martínez, el 23 de octubre de 1903, José Antonio regresó a Cumaná; y el año siguiente, ingresó al Colegio Nacional de Cumaná donde entabla amistad con Cruz María Salmerón Acosta y se dedica a aprender los idiomas francés, inglés, italiano y algo de alemán; asimismo, se deleita con la lectura de Walter Scott y Alejandro Dumas. José Antonio cumple los 18 años de edad al iniciarse el gobierno tiránico del General Juan Vicente Gómez (1908-1935).

### Estudios
En su ciudad natal estudia en el Colegio Nacional de Cumaná, estado Sucre, dirigido entonces por Don José Silverio González Varela. En 1908, por sus dotes excepcionales, es nombrado su asistente. En 1910 se gradúa de bachiller en Filosofía, viajando en 1911 a Caracas, convidado por su amigo Cruz María Salmerón Acosta, para presentar los exámenes de admisión en la Universidad Central de Venezuela; ese año, una epidemia obliga a cerrar temporalmente la universidad pero Ramos Sucre se dedica al estudio autodidacta y logra destacarse en los exámenes de admisión universitaria. Su amigo y poeta Cruz Salmerón Acosta le dedica su primer soneto Cielo y Mar .
Inicia en 1912 sus estudios de Derecho y Literatura y continúa aprendiendo idiomas (griego antiguo y moderno, francés, inglés, italiano, portugués, alemán, danés, sueco y sánscrito). Al ser cerrada la Universidad Central de Venezuela por el gobierno del General Juan Vicente Gómez en 1913, Ramos Sucre se ve obligado a continuar los estudios por su cuenta o como autodidacta y a dar clases de latín. Al abrirse la Universidad en 1916 y durante los tres semestres siguientes, presenta exitosamente los exámenes de la carrera de Derecho. Culmina esos estudios en 1917. 

### Ejercicio docente y profesional
En marzo de 1914, aún sin graduarse de abogado o como bachiller, es nombrado Oficial de la Dirección de Derecho Público Exterior del Ministerio de Relaciones Exteriores de los Estados Unidos de Venezuela; ese ingreso a la administración pública, a pocos meses antes de comenzar la Primera Guerra Mundial, coincide con el nombramiento como canciller de Manuel Díaz Rodríguez (1914-1916), escritor modernista de gran admiración en Hispanoamérica. Luego, José Antonio Ramos Sucre trabajará por catorce años como intérprete y traductor en las gestiones de otros cancilleres del gobierno del General Juan Vicente Gómez (1908-1935) tales como Ignacio Andrade (1916-1917), Bernardino Mosquera (1917-1919), Esteban Gil Borges (1919-1921) y Pedro Itriago Chacín (1921-1936).
Graduado de abogado en la UCV en 1917 no ejerce esta profesión sino de manera esporádica como cuando en 1918 fungió de Juez Accidental de Primera Instancia en lo Civil y el 25 de junio emitió una sentencia de divorcio entre extranjeros a favor de la mujer demandada, contrariando los estatutos personales vigentes para la época en Derecho Internacional Privado y creando la base para una nueva interpretación de jurisprudencia futura. 
José Antonio Ramos Sucre se ganó la vida, en varias oportunidades y circunstancias, como profesor de Historia y Geografía Universal, Historia y Geografía de Venezuela, latín y griego, en liceos de educación media, como el Liceo Caracas, hoy llamado Liceo Andrés Bello. Se graduó de doctor en Leyes en 1925. El 24 de junio de 1927, recibió la Orden del Libertador en grado de Comendador .
El poeta Ramos Sucre trabajó en el servicio interno del Ministerio de Relaciones Exteriores como intérprete y traductor hasta el 26 de noviembre de 1929 cuando, al inicio de la crisis económica mundial denominada Gran Depresión, se le nombró en cargo diplomático como cónsul en Ginebra, Suiza.

### Rasgos personales e insomnio
Hombre de carácter solitario e introvertido, Ramos Sucre se dedica al estudio autodidacta y a la lectura, así como a su obra poética, pero su labor intelectual es seriamente perturbada por una enfermedad nerviosa que se manifiesta en un frecuente estado de insomnio. En ese estado febril y al igual que su contemporáneo en Portugal, Fernando Pessoa, recorre las calles de la ciudad en horas nocturnas. En sus textos expresará el sufrimiento que le produce su cada vez más pronunciada fatiga mental.  
Como hombre político, José Antonio Ramos Sucre se colocó entre los cuadros de intelectuales y educados de la burocracia del régimen autoritario de Juan Vicente Gómez. Este aspecto de su personalidad y acción política generalmente son obviados al tratar de explicar su proyección poética o la falta de comprensión o promoción de su obra por parte la élite intelectual que remplazó a la gomecista. Sus cartas son un elocuente testimonio de la cercanía con Juan Vicente Gómez  y de su habilidad para el cálculo político.
Otro aspecto por investigar y que sin duda lo sigue envolviendo en el enigma, es el relativo a su orientación sexual; las acusaciones de misoginia que recibió José Antonio Ramos Sucre las achacó a ataques de sus enemigos pero queda por descubrir si tuvo relaciones románticas o una inhabilidad para concertarlas. Hasta la fecha, solamente se reconoce la dedicatoria que hizo de su libro Las Formas del Fuego a Carmen Elena de las Casas .

### Escritos
Desde 1911 se da a conocer como poeta publicando en varias revistas y diarios, Ese mismo año publicó en El Cojo Ilustrado su traducción del prólogo en latín de Chauveton para la obra de Benzoni titulada Historia del Nuevo Mundo (Novae novi orbis historiae libri tres) de 1572 . El médico, naturalista, historiador, etnólogo y lingüista venezolano Lisandro Alvarado presenta y congratula esa traducción. En 1912, publicó en esa misma revista y como colaboración, su ensayo titulado Ideas dispersas sobre Fausto.
Posteriormente, Ramos Sucre publicó varias contribuciones sobre temas tan variados como poesía, la democracia, el feminismo, la herencia, la desigualdad, el contrato de venta, etc.; esos escritos aparecieron en los diarios Renacimiento, El Heraldo, El Universal, El Nuevo Diario y en revistas como Actualidades y Élite. 
En 1916, José Antonio Ramos Sucre publicó su traducciones del poeta alemán Ludwig Uhland ; en (1921), reunió sus primeros poemas en la obra Trizas de papel; en (1923) publicó como panfleto su texto Sobre las huellas de Humboldt; ambas obras las incluyó posteriormente en su libro La Torre de Timón de (1925). 
En 1926 y 1929 aparecen publicados bajo el título «Granizadas»  aforismos y pensamientos  en la revista Elite; algunos de esos textos serían el origen de las críticas de sus contemporáneos o de las acusaciones de misoginia que enfrentó el poeta en sus últimos años. .
Un año antes de su muerte y ya aquejado de salud, publicó en 1929 dos libros: Las formas del fuego y El cielo de esmalte. Sus cartas y otros escritos son publicados mucho después de su muerte, en un volumen titulado Los aires del presagio. A pesar de conocer y traducir varios idiomas, Ramos Sucre solamente escribió poesía en el idioma español. 

### Muerte
Durante 1929, Ramos Sucre reportó dificultad para concentrarse, leer y escribir así como insomnio; temía perder sus facultades mentales. En julio de ese año fallece su amigo Cruz Salmerón Acosta, llamado «poeta del martirio» quien padeció lepra desde 1912 y vivió en confinamiento por quince años en su casa en Manicuare. El 1 de diciembre de 1929 y al inicio de la crisis económica mundial denominada la Gran Depresión, Ramos Sucre viaja a Europa para asumir su cargo de cónsul de Venezuela en la ciudad de Ginebra, Suiza. Después de instalarse brevemente en Ginebra, viaja a Hamburgo, Alemania, para iniciar un tratamiento médico promisorio contra su insomnio y quebranto mental. El 4 de enero de 1930 se interna en el Hospital Tropical de Hamburgo. Al mes lo descargan y declaran curado de amibiasis pero sigue sufriendo desórdenes mentales. Por tal motivo, se interna en el sanatorio Stephanie, en Merano, Italia, para someterse a un doloroso tratamiento contra su enfermedad mental. 
Abrumado y sin expectativas de curación, en marzo de 1930 interrumpe su estadía médica en el sanatorio Stephanie para asumir su cargo de cónsul en Ginebra; el 17 de marzo intentó suicidarse, por primera vez, con una ingesta de veronal. Durante su recuperación, escribió su último poema: Residuo. En su correspondencia de abril de 1930 manifiesta que los médicos europeos no han descubierto la causa de su pesar. 
El día que cumplía los 40 años de edad, 9 de junio de 1930, José Antonio Ramos Sucre realizó otro intento de suicidio al tomar una sobredosis de veronal; su intención fue producir su muerte ese mismo día pero su deceso se produjo 4 días después, es decir, el 13 de junio. Según su voluntad, sus restos reposan, desde el 21 de julio de 1930, en el panteón de la familia Ramos Martínez ubicado en el viejo Cementerio de Santa Inés de la ciudad de Cumaná, estado Sucre, Venezuela.

## Legado

### Análisis de su obra
Ramos Sucre percibió el contexto artístico e intelectual venezolano como mediocre, retórico y conformista, apegado a formas estéticas degradadas. Contra esto, Ramos Sucre innovó en el campo de la poesía al ser uno de los primeros venezolanos en cultivar el poema en prosa, así como el uso de varias voces poéticas sin abandonar la exaltación del «yo» único e inmutable.
Salvo la coincidencia temporal con otros autores de la misma época, la obra de Ramos Sucre no puede clasificarse en un movimiento determinado. Osvaldo Larrazabal Henríquez  lo diferencia en el grupo generacional de su época compuesto por poetas como Francisco Fombona Pachano, Andrés Eloy Blanco, Fernando Paz Castillo, Luis Barrios Cruz, Enrique Planchart, Enrique Soublette, Juan Santaella, Sergio Medina y José Tadeo Arreaza Calatrava; lo asemeja a Luis Enrique Mármol y Cruz María Salmerón Acosta . En cuanto al movimiento literario que abrazo en su singular producción literaria tampoco existe criterio único. Para Larrazabal Henríquez, Ramos Sucre en vez de ser un parnasiano atento más de la forma del poema que de su contenido sería un romántico receptor de la influencia de poetas como Abigail Lozano, Miguel Sánchez Pesquera, Juan Antonio Pérez Bonalde, Jacinto Gutiérrez Coll o Juan Miguel Alarcón. Argenis Pérez M. , resalta los contactos que tuvo el poeta con el romanticismo alemán y francés; afirma que el poeta romántico y traductor francés Gérard de Nerval era su preferido; el propio Ramos Sucre se igula al poeta romántico italiano Giacomo Leopardi .
La poesía de Ramos Sucre, en muchas ocasiones, ha sido calificada de «pre-vanguardista», de hecho, colaboró con el único número de la revista Válvula, uno de los principales órganos de la vanguardia del país . Sin embargo, también participó, a través de sus contribuciones publicadas en El Cojo Ilustrado con el otro movimiento poético que existía en el panorama de la literatura de Venezuela: el movimiento modernista. Gabriel Jiménez Emán, entre otros expertos, ubican su obra dentro de la Generación del 18.
Por su singularidad, hermetismo, recurso al símbolo, la mitología o a héroes venezolanos , la obra poética en prosa de Ramos Sucre está en constante revaloración; al no poder ser catalogada dentro de las corrientes literarias de su tiempo, no será tomada en cuenta sino hasta casi medio siglo después, cuando se le reconoce como uno de los poetas más originales y avanzados de siglo XX venezolano.
La prosa de Ramos Sucre, afinada, tajante y exquisita como su composición poética presenta en múltiples casos una propuesta a destiempo existencialista (a través de la metamorfosis del «Yo») pues no solo la belleza de esta evolución en toda su obra se ve marcada si no la supresión de posesivos y del «que», repercutiendo en cierta forma como una expresión de la permeabilidad de los grandes clásicos literatos venezolanos como Ricardo León y Baralt, Ramos Sucre es considerado un erudito y maestro de la poesía venezolana en múltiples y reconocidas personalidades letradas.

### Difusión de su obra
Un primer intento formal por recuperar y difundir el carácter singular de la obra de Ramos Sucre se encuentra en el pequeño libro de 1936 que Víctor Manuel Ovalles le dedica junto a otro personaje histórico ligado al gomecismo, Pedro Itriago Chacín .
En 1956, el Ministerio de Educación de Venezuela realiza la publicación de sus obras. Sin embargo, fue durante la década de los 60 del siglo XX que los escritores de los grupos culturales venezolanos Sardio y El Techo de la Ballena inician el rescate sistemático de su legado literario y lo dan a conocer como una poesía que desafía la división rígida del género; se publican distintos artículos de prensa en los diarios «El Nacional» y «El Universal» informando y celebrando el virtuosismo del poeta cumanés. 
En 1969 Monte Ávila Editores publicó la obra de Ramos Sucre y la Gobernación del Distrito Federal de Caracas una pequeña colección de sus poemas. 
Desde 1970 y en honor al poeta se celebra la «Bienal Literaria José Antonio Ramos Sucre» cuya sede permanente está ubicada en la Casa Ramos Sucre en el casco histórico de la ciudad de Cumaná. En el año 1979 su obra es publicada por la Dirección de Cultura de la Universidad Central de Venezuela y en 1980 por la Biblioteca Ayacucho. En 1985 Monte Ávila Editores vuelve a publicar los escritos de Ramos Sucre. 
Su libro Las Formas del Fuego fue publicado en 1988 por Ediciones Siruela, en su colección El Ojo sin Párpado. Una edición que estuvo a cargo de Katyna Henríquez Consalvi, con prólogo de Salvador Garmendia, escritor venezolano miembro fundador de El Techo de la Ballena.  
Una traducción al portugués de la obra de Ramos Sucre, con prólogo del poeta venezolano Eugenio Montejo, fue publicada en 1992 bajo el título As formas do fogo. 
El 16 de noviembre de 1993, se fundó la «Cátedra Internacional de Literatura Venezolana José Antonio Ramos Sucre» en la Universidad de Salamanca, España. En 1999, el Fondo de Cultura Económica de México publicó una compilación de la obra del poeta bajo el título Obra Poética.  
En 2006, el escritor venezolano Rubi Guerra recibió el Premio de Novela Corta Rufino Blanco Fombona por su novela La tarea del testigo (Caracas: Fundación Editorial El perro y la rana, 2007), basada en los últimos meses de Ramos Sucre en Europa. 
En 2015, la editorial española Sibilia publica su poesía completa, con prólogo de Toni Montesinos, mientras que 2021, también en España la editorial Firmamento publica Insomnio, una antología de sus poemas ligados al sueño, con prólogo de Juan Bonilla.

## Obra
1921: Trizas de papel
1923: Sobre las huellas de Humboldt
1925: La Torre de Timón (recoge los dos libros anteriores, más textos inéditos) 
1929: Las formas del fuego
1929: El cielo de esmalte
1960: Los aires del presagio (póstumo)